# Ghosthunter
Ghosthunter est un jeu vidéo de tir à la troisième personne développé par SCE Cambridge Studio et édité par Sony Computer Entertainment, sorti en 2003 sur PlayStation 2.

## Accueil
- Jeuxvideo.com : 15/20[1]